# Nils-Henrik Sandell

Nils-Henrik Sandell

Nils-Henrik Sadi Sandell, född 9 juni 1925 i Tammerfors, död 12 januari 2015, var en finländsk arkitekt.
Sandell praktiserade hos Antero Pernaja från 1949 och drev en arkitektbyrå tillsammans med honom 1960–1976, varefter han bedrev egen arkitektverksamhet till 1991. Av deras samarbetsprojekt kan nämnas Postbankens kontor i Hagnäs (1960) och den omstridda ombyggnaden av Hotell Kämp i Helsingfors till huvudkontor för Kansallis-Osake-Pankki (1966–1969).